# Бакшеево (Нижегородская область)
Бакшеево — деревня в Дальнеконстантиновском районе Нижегородской области. Входит в состав Сарлейского сельсовета.

## География
Находится в 4,5 км от Дальнего Константинова и в 78 км от Нижнего Новгорода.

## История
В «Списке населенных мест» Нижегородской губернии по данным за 1859 год значится как владельческая деревня с училищем при речке Пичесе в 66 верстах от Нижнего Новгорода. В деревне насчитывалось 136 дворов и проживало 844 человека (353 мужчины и 491 женщина). В национальном составе населения преобладали терюхане.

## Население
| 2002 | 2010 |
| ---- | ---- |
| 140  | ↘122 |

Национальный состав
Согласно результатам переписи 2002 года, в национальной структуре населения русские составляли 91 % из 140 человек.

## Улицы
Уличная сеть деревни состоит из пяти улиц:
- Курмыш улица
- Криволучье улица
- Долгий порядок улица
- Центральная улица
- Лещёвка улица